# Norse Atlantic Airways
Norse Atlantic Airways AS (OSE: NORSE) är ett norskt flygbolag för långdistansflyg med huvudkontor i Arendal, Norge. Flygbolaget grundades i februari 2021 och driver en flotta av Boeing 787 Dreamliner-flygplan mellan Europa och Nordamerika. Dess första flygning ägde rum den 14 juni 2022, från Oslo Gardermoen flygplats till New Yorks John F. Kennedy International Airport.

## Historia
Norse Atlantic Airways grundades i februari 2021 av Bjørn Tore Larsen, med Bjørn Kise och Bjørn Kjos med minoritetsandelar. Flygbolaget tillkännagavs den 15 mars 2021, tillsammans med sina planer på att börja sälja biljetter under hösten 2021 för starten av reguljära kommersiella flygningar i december 2021. Flygbolagets planer inkluderade också avsikter att operera tolv Boeing 787 Dreamliner-flygplan som tidigare opererats av Norwegian Air Shuttle och dess associerade dotterbolag, att etablera partnerskap med andra Norge-baserade flygbolag, inklusive Norwegian Air Shuttle och startup-flygbolaget Flyr, samt att flyta flygbolaget bolaget till Oslo Börs. Flygbolaget meddelade London, Oslo och Paris i Europa, samt Los Angeles, Miami och New York City i USA som sina planerade initiala destinationer, och hade dessutom uttryckt intresse för att senare tjäna destinationer i Asien. För att lansera företaget genomförde dess aktieägare en riktad emission på 1,275 miljarder norska kronor (ca 1,350 miljarder SEK) den 26 mars 2021. Den 29 mars 2021 meddelade AerCap undertecknandet av ett leasingsavtal med Norse Atlantic för flygbolagets första nio Boeing 787, bestående av tre 787-8 och sex 787-9. Efter Norse Atlantics debut på Oslo-börsen den 12 april 2021, ökade företaget med uppemot 1,4 miljarder norska kronor (165 miljoner USD) i sin börsintroduktion (IPO).
Under augusti 2021 meddelade Norse Atlantic Airways att de hade säkrat leasingrättigheter för ytterligare sex Boeing 787-9 från BOC Aviation, vilket ökade sin planerade flotta från tolv till femton flygplan, med leveranser mellan 2021 och 2022. Den 10 augusti 2021 avslöjade flygbolaget dessutom sin uppdaterade företagsimage och flygplansdesign. Därefter sköts Norse Atlantics planerade start av verksamheten upp från december 2021 till sommaren 2022, med hänvisning till resebegränsningar relaterade till covid-19-pandemin, och starten av biljettförsäljningen planerades att öppna cirka tre månader före lanseringen. Flygbolaget meddelade också att man ansökt om ett flygoperatörscertifikat (AOC) i Norge, och att man planerar att ansöka om ytterligare ett AOC i Storbritannien. I slutet av månaden hade flygbolaget fortfarande inte offentligt specificerat några flygplatser som det skulle tjäna, men det rapporterades senare i slutet av månaden att flygbolaget ska ha skrivit på ett avtal med Londons Gatwick Airport. I september 2021 skrev flygbolaget i sin ansökan till United States Department of Transportation (USDOT) om ett utländskt flygbolagstillstånd driften av flygningar från Oslo till Fort Lauderdale, Newburgh och Ontario flygplatser, som betjänar Miami, New York City, och Los Angeles-området. I november 2021 rapporterades flygbolaget ha tilldelats ankomst- och avgångstider på London Stansted Airport.
Den 20 december 2021 flögs Norse Atlantics första Boeing 787-9 till Oslo inför den planerade driftsättningen våren 2022, och den 29 december 2021 beviljades flygbolaget sitt AOC av Civil Aviation Authority Norge. Den 14 januari 2022 fick flygbolaget godkännande från USDOT att bedriva reguljär och chartrad trafik mellan Europa och USA. Den 15 mars 2022, ett år efter Norse Atlantics offentliga avslöjande, meddelade flygbolaget att det planerade att påbörja biljettförsäljningen i april 2022 med lanseringen av verksamheten under juni 2022, och att det hade tilldelats slots på Londons Gatwick flygplats. Den 11 april 2022 fick flygbolaget sitt godkännande för sitt utländska flygbolagstillstånd från USDOT. Flygbolaget öppnade därefter reservationer och tillkännagav sitt första ruttnät den 28 april 2022, och att flygningar skulle starta den 14 juni 2022 mellan Oslo och New York JFK, innan de senare trafikerar Fort Lauderdale, Orlando och Los Angeles som en del av dess initiala nätverk. Noterbart avvek flygbolaget från sina avsikter att flyga till Newburgh eller Ontario. Den 26 maj 2022 meddelade flygbolaget detaljer om verksamheten vid sin första europeiska destination utanför Oslo, med flyg från London Gatwick till både sin Oslo-bas och New York JFK för att börja den 12 augusti 2022. Flygbolaget meddelade sin andra europeiska destination utanför Oslo den 8 juni 2022, med flyg från Berlin till både New York JFK och Los Angeles, den 17 respektive 18 augusti 2022.
Den 28 juli 2022 inledde Norse Atlantic sina första partnerskap med andra flygbolag, bestående av easyJet, Norwegian Air Shuttle och Spirit Airlines för att tillhandahålla anslutningstrafik mellan flygbolagen genom tjänster som tillhandahålls av Dohop.

## Destinationer
Från augusti 2022 flög Norse Atlantic Airways följande rutter:
| Land           | Stad            | Flygplats                                           | Startdatum      | Slutdatum  | Anmärkningar | Ref    |
| -------------- | --------------- | --------------------------------------------------- | --------------- | ---------- | ------------ | ------ |
| Tyskland       | Berlin          | Berlin Brandenburg flygplats                        | 17 augusti 2022 | Närvarande |              | [ 33 ] |
| Norge          | Oslo            | Oslo flygplats, Gardermoen                          | 14 juni 2022    | Närvarande | Huvudbas     | [ 34 ] |
| Storbritannien | London          | Gatwick flygplats                                   | 12 augusti 2022 | Närvarande | Bas          | [ 35 ] |
| USA            | Fort Lauderdale | Fort Lauderdale–Hollywood internationella flygplats | 18 juni 2022    | Närvarande | Bas          | [ 27 ] |
| USA            | Los Angeles     | Los Angeles internationella flygplats               | 9 augusti 2022  | Närvarande |              | [ 27 ] |
| USA            | New York City   | John F. Kennedy internationella flygplats           | 14 juni 2022    | Närvarande | Bas          | [ 27 ] |
| USA            | Orlando         | Orlando internationella flygplats                   | 5 juli 2022     | Närvarande |              | [ 27 ] |

## Flotta
Från juli 2022 flög Norse Atlantic Airways följande flygplan:
| Flygplan     | I tjänst | Order | Passagerare | Passagerare | Passagerare | Anmärkningar |  |
| Flygplan     | I tjänst | Order | C           | Y           | Total       | Anmärkningar |  |
| ------------ | -------- | ----- | ----------- | ----------- | ----------- | ------------ |  |
| Boeing 787-8 | 0        | 0     | 32          | 259         | 291         |              |  |
| Boeing 787-9 | 12       | 0     | 56          | 282         | 338         |              |  |
| Boeing 787-9 | 12       | 0     | 35          | 309         | 344         |              |  |
| Total        | 12       | 0     |             |             |             |              |  |